# Hipomagnesemia
La hipomagnesemia es un trastorno electrolítico en el cual se presenta un nivel bajo de magnesio en la sangre.
Los niveles de referencia para este electrolito en humanos se encuentran entre 1,5 y 2,5 mg/dL. Por lo general se considera como hipomagnesemia un nivel de magnesio en sangre menor a 0,7 mmol/L. El prefijo 'hipo'- hace referencia a un nivel bajo (en contraposición a 'hiper'- que significa alto). La raíz 'magnes' refiere al magnesio, mientras que el sufijo -emia, significa 'en la sangre'.
Hipomagnesemia no es lo mismo que la deficiencia de magnesio. Puede presentarse hipomagnesemia sin deficiencia de magnesio y viceversa. Sin embargo, es importante notar que la hipomagnesemia es con frecuencia indicativa de un déficit sistémico de magnesio.
La hipomagnesemia puede aparecer como resultado de un gran número de condiciones, entre las que se incluyen una inadecuada ingesta de magnesio, diarrea crónica, malabsorción, alcoholismo, estrés crónico, y algunas medicaciones tales como los diuréticos entre otras.

## Signos y síntomas
La deficiencia de magnesio causa debilidad, calambres musculares, arritmia, irritabilidad del sistema nervioso aumentada acompañada de temblores, atetosis, sacudidas, nistagmo patológico y reflejo plantar extensor. 
Esta hiperexcitabilidad del sistema nervioso central puede manifestarse también con síntomas más sutiles pero disruptivos como insomnio (frecuentemente asociado a calambres nocturnos y espasmos musculares), dificultad para concentrarse y un generalizado malestar o disfunción cognitiva que afecta significativamente la calidad de vida.
Adicionalmente pueden presentarse confusión, alucinaciones, depresión, convulsiones epilépticas, hipertensión, taquicardia y tetania.

## Causas
Los niveles bajos de magnesio en sangre pueden ser debidos a una ingesta inadecuada, a una falla en la absorción intestinal de magnesio; o a una pérdida de causa renal, en esta última los riñones son incapaces de retener el magnesio. La hipermagnesemia, por otra parte, es casi siempre de origen iatrogénico.
La hipomagnesemia no es infrecuente en pacientes hospitalizados. Entre el diez y el veinte por ciento de todos los pacientes hospitalarios y entre el sesenta y el sesenta y cinco por ciento de los pacientes en cuidados intensivos padecen de hipomagnesemia. La hipomagnesemia es con frecuencia subdiagnosticada ya que los análisis de magnesio en sangre no constituyen un examen de rutina.
Las deficiencias pueden ser debidas a las siguientes condiciones:

### Drogas
- Alcoholismo. Se presenta hipomagnesemia en aproximadamente un 30% de los casos de abuso de alcohol y en un 85% de los casos de delirium tremens, debido principalmente a la malnutrición y a la diarrea crónica. El alcohol estimula la pérdida renal de magnesio, la cual se encuentra además aumentada debido a que el consumo crónico de alcohol produce cetoacidosis alcohólica y diabética, hipofosfatemia e hiperaldosteronismo debido al daño hepático. La hipomagnesemia se encuentra además relacionada con la deficiencia de tiamina ya que el magnesio es un factor necesario para transformar la tiamina en pirofosfato de tiamina que es la forma activa.

### Medicaciones
- El uso de diuréticos tiazídicos y del asa son la causa más frecuente de hipomagnesemia.[5]
- Algunos antibióticos tales como los aminoglucósidos, anfotericina, pentamidina, gentamicina, tobramicina y viomicina) bloquean la resorción del magnesio en el asa de Henle. Alrededor del 30% de los pacientes que utilizan estos antibióticos presentan hipomagnesemia.
- El uso de larga data de inhibidores de la bomba de protones tales como el omeprazol.[6][7]
- Otras drogas.
  - Los digitales y sus drogas derivadas tales como la digitalina desplazan magnesio hacia el interior de las células. Los digitales provocan una concentración intracelular de sodio aumentada actuando pasivamente sobre el intercambiador de sodio-calcio en el sarcolema. El aumento en el calcio intracelular provoca un efecto inotrópico positivo.[5]
  - Los adrenérgicos, desplazan magnesio hacia el interior de las células.
  - El cisplatino, estimula la excreción renal.
  - Ciclosporina, estimula la excreción renal.
  - Micofenolato mofetil
- Insuficiencia de selenio,[8] de vitamina D, de exposición solar o de vitamina B6.
- Causas gastrointestinales: el tracto digestivo distal secreta altos niveles de magnesio. Por lo tanto una diarrea secretoria puede causar hipomagnesemia. Por lo tanto, la enfermedad de Crohn, la colitis ulcerativa, la enfermedad de Whipple y la enfermedad celíaca pueden provocar hipomagnesemia.
- Pérdida renal de magnesio en el síndrome de Bartter,[9] diuresis postobstructiva, en la fase diurética de la necrosis tubular aguda y en el trasplante de riñón.
- Diabetes Mellitus: el 38% de las visitas clínicas de los pacientes diabéticos externados se acompañan de hipomagnesemia, probablemente debido a la pérdida renal debida al arrastre osmótico causado por la glucosuria y cetonuria.
- Infarto agudo de miocardio: dentro de las primeras 48 horas posteriores a un ataque cardíaco, alrededor del 80% de los pacientes presentan hipomagnesemia. Esto puede ser el resultado de un desplazamiento intracelular de iones debido a la acción del aumento en las catecolaminas.
- Malabsorción.
- Pancreatitis aguda.
- Envenenamiento con fluoruro de hidrógeno.
- Síndromes de Gitelman/Bartter.
- Transfusiones masivas, las cuales son una opción de emergencia en el tratamiento de soporte vital en casos de shock hemorrágico, pero pueden asociarse a severas complicaciones.[10]

## Fisiopatología

### Homeostasis
El organismo humano contiene entre 21 y 28 g de magnesio (0,864-1,152 mol). De este magnesio aproximadamente el 53% se encuentra localizado en hueso, 19% en tejido no muscular y tan solo 1% en el fluido extracelular. Por este motivo, los niveles de magnesio en sangre no son un medio adecuado para establecer el monto total de magnesio disponible.
La mayor parte del magnesio presente en el suero se encuentra unido a quelantes tales como el ATP, ADP, proteínas y citrato. A grandes rasgos el 33% del magnesio en suero se encuentra unido a proteínas, mientras que entre el 5 y el 10% se encuentra en estado iónico no unido. Este magnesio "libre" es esencial para la regulación del magnesio intracelular. La concentración de referencia de magnesio en plasma es de 1,7 a 2,3 mg/dl (0,69-0,94 mmol/l). De este el 60% se encuentra libre, 33% unido a proteínas, y menos del 7% se encuentra unido a citrato, bicarbonato y fosfato.
El magnesio es un elemento abundante en la naturaleza. Es posible encontrarlo en los vegetales de hoja verde oscura, ya que forma parte de la clorofila, derivados del grano de cacao, nueces, avena, mariscos, y carne. En el ser humano se absorbe principalmente en el duodeno del intestino delgado. En el recto y en el colon sigmoide también puede absorberse magnesio. Se ha reportado hipermagnesemia luego de enemas con contenido de magnesio. Aproximadamente el 40% del magnesio ingerido es absorbido, la hipomagnesemia estimula y la hipermagnesemia inhibe esta absorción.
Los riñones regulan el magnesio en suero. Aproximadamente 2400 mg de magnesio pasan a través de los riñones diariamente, del cual aproximadamente el 5% es excretado por medio de la orina. El principal sitio regulador de la homeostasis del magnesio es el asa de Henle, donde se reabsorbe aproximadamente el 60% del magnesio presente en el ultrafiltrado.
La homeostasis del magnesio comprende tres sistemas: riñón, intestino delgado y hueso. En la fase aguda de la deficiencia de magnesio se produce un incremento en la absorción en la parte distal del intestino delgado y reabsorción tubular en los riñones. Cuando esta condición persiste, el contenido de magnesio en suero desciende y es entonces corregida por la liberación de magnesio proveniente del tejido óseo. El nivel de magnesio intracelular se controla a través de la reserva en el tejido óseo.

### Metabolismo
El magnesio es cofactor obligado en más de 300 reacciones reguladas por enzimas, las más importantes de las cuales implican la transferencia de grupos fosfato de alta energía desde y hacia el ATP (por ejemplo las quinasas). Además de que esto tiene influencia directa en los canales de sodio, potasio y calcio:
- Los canales de potasio son inhibidos (cerrados) por el ion magnesio. La hipomagnesemia causa un aumento en la salida de potasio intracelular en la porción distal de la nefrona, lo que a su vez causa hipopotasemia debido a la pérdida por orina. Se cree que esta condición ocurre como un proceso secundario a la inhibición normal que produce el magnesio en los canales ROMK en la membrana apical de las células tubulares.[12] En aquellos pacientes hipokalémicos que no responden al suplemento oral con potasio, frecuentemente es a causa de hipomagnesemia, una vez que esta se corrige, el potasio oral se torna efectivo. Por ejemplo, en los pacientes con cetoacidosis diabética(CAD) que frecuentemente son tratados con insulina, una hormona que aumenta el ingreso de potasio extracelular a las células, es altamente recomendable controlar sus niveles de magnesio y corregirlos de ser necesario para que el suplemento de potasio no se pierda en orina. Esto es, el magnesio sella la pérdida por "sumidero de potasio".

- La liberación de calcio desde el retículo sarcoplasmático se inhibe por la presencia de magnesio. Niveles bajos de magnesio estimulan la liberación de calcio y por lo tanto aumentan los niveles intracelulares del mismo. Este efecto es similar a como actúan los inhibidores de canales de calcio "naturales". La deficiencia de magnesio puede inhibir la liberación de la hormona paratiroidea, lo que a su vez puede conducir a hipoparatiroidismo e hipocalcemia. Además, hace que los receptores esqueléticos y musculares de paratohormona se tornen menos sensibles.

- Al actuar sobre el músculo liso bronquial, produce relajación y como consecuencia broncodilatación.

- Los efectos neurológicos son:

- Reducción de la excitación eléctrica
  - Bloqueo de la liberación de acetilcolina
  - Bloqueo de los receptores de NMDA; el cual es un canal de Glutamato, importante neurotransmisor excitatorio del sistema nervioso central.

## Diagnóstico
El diagnóstico de hipomagnesemia se hace sobre la base de un hallazgo de magnesio en sangre menor a 0,7 mmol/l (1,7 mg/dl). Debido a que la mayor parte del magnesio es intracelular, se puede presentar deficiencia sistémica aun con una concentración normal en plasma. En adición a la hipomagnesemia en más del 60% de los casos se presenta además hipopotasemia y en más del 40% se presenta concomitantemente hipocalcemia. El ECG presenta un intervalo QT prolongado.

## Tratamiento
El tratamiento para la hipomagnesemia depende del grado de deficiencia y de sus efectos clínicos. Para pacientes con síntomas leves el tratamiento oral resulta el más adecuado, mientras que para pacientes con efectos clínicos severos lo indicado es la terapia de reemplazo intravenosa.
Existen en el mercado numerosas preparaciones orales de magnesio. El óxido de magnesio, que es uno de los más comunes debido a su alto porcentaje de magnesio por unidad de masa, ha sido reportado como uno de los que menos biodisponibilidad presenta. Se ha reportado que el citrato de magnesio presenta una mayor biodisponibilidad que en forma de óxido o como glicinato.
Se puede indicar sulfato de magnesio (MgSO4) en las siguientes condiciones:

### Arritmia
El magnesio es necesario para el correcto funcionamiento de la bomba Na+/K+-ATPasa en las células del corazón. Una falta de magnesio causa la despolarización de las mismas y provoca una taquiarritmia. El magnesio también inhibe la liberación de potasio, y una carencia de magnesio provoca un incremento en la pérdida de postasio. Como consecuencia los niveles de potasio intracelular disminuyen y la célula se despolariza. Algunas drogas tales como la digoxina y otros digitales aumentan este efecto. Tanto la digoxina como la hipomagnesemia inhiben la bomba de sodio potasio y como resultado causan una disminución del potasio intracelular.
El magnesio intravenoso puede ser útil en la arritmia refractaria, el caso más notable es en las torsades de pointes. otros ejemplos son la taquicardia ventricular, la taquicardia supraventricular y la fibrilación auricular.
Su efecto se basa en una disminución de la excitabilidad por medio de la despolarización y la ralentización de las señales eléctricas en el nodo AV. El magnesio tiene un efecto inotrópico negativo, como resultado de disminuir los niveles de ingreso de calcio y su liberación de las reservas intracelulares. Es tan efectivo como el verapamil. En infarto de miocardio existe una deficiencia funcional de magnesio, por lo que un suplemento adecuado puede disminuir la mortalidad.

### Obstetricia
Su utilización más importante es en el tratamiento de la preeclampsia. En este caso el magnesio cumple un rol antitrombótico indirecto sobre los trombocitos y sobre la función endotelial, donde provoca un incremento en los niveles de prostaglandinas y una disminución en los niveles de tromboxanos) sumados a una disminución en los niveles de angiotensina II, fuga microvascular y vasoespasmo a través de una función similar a los bloqueador de canales de calcio.
Las convulsiones se producen como efecto de los vasoespasmos cerebrales. En este caso el efecto vasodilatador del magnesio parece ser el principal responsable de su utilidad.

#### Trastornos del sueño: calambres nocturnos y espasmos
Para el tratamiento de los calambres nocturnos y los espasmos musculares asociados con trastornos del sueño causados por desequilibrios electrolíticos, la suplementación de **magnesio (Mg)** y **potasio (K)** se ha demostrado como un tratamiento altamente efectivo. Estos suplementos contribuyen a restaurar el balance necesario para la función neuromuscular y neurológica adecuada, aliviando así estos síntomas disruptivos y mejorando la calidad del descanso.

### Trastornos electrolíticos
- Hipokalemia: El 42% de los pacientes con hipokalemia presentan además hipomagnesemia, lo cual explica porqué estos pacientes no responden a la suplementación con potasio, ya que el magnesio es necesario para el normal funcionamiento de la Na/K ATPasa
- El 33% de los pacientes en cuidados intensivos que no responden a la suplementación con calcio presentan Hipomagnesemia. Esto en parte es debido a la acción disminuida de la bomba de calcio, pero también es causado por una disminución en la liberación de calcio a causa de la inhibición de la liberación de la paratohormona.

### Pulmonares
En la fase aguda del asma: aquí tiene utilidad por su efecto broncodilatador, probablemente antagonizando con las contracciones del músculo liso mediadas por calcio. Además, por la estimulación adrenérgica. Los simpaticomiméticos utilizados para el tratamiento del asma, pueden disminuir los niveles séricos de magnesio, lo que podría requerir suplementación.